# Ženskij volejbol'nyj klub Tjumen' 2011-2012
Questa voce raccoglie le informazioni riguardanti lo Ženskij volejbol'nyj klub Tjumen' nelle competizioni ufficiali della stagione 2011-2012.

## Organigramma societario
Area direttiva
- Presidente: Roman Ficak

Area tecnica
- Allenatore: Igor' Gajdabura

## Rosa
| N° | Nome                   | Ruolo | Data di nascita  | Nazionalità sportiva |
| -- | ---------------------- | ----- | ---------------- | -------------------- |
| 1  | Marija Ivon'kina       | C     | 6 gennaio 1992   | Russia               |
| 2  | Dar'ja Dobžanskaja     | S     | 1992             | Russia               |
| 3  | Elena Litovčenko       | S     | 20 marzo 1986    | Russia               |
| 4  | Anastasija Jarygina    | S     | 4 gennaio 1991   | Russia               |
| 5  | Keao Burdine           | S     | 2 gennaio 1983   | Stati Uniti          |
| 6  | María Isabel Fernández | C     | 6 settembre 1982 | Spagna               |
| 7  | Elena Budylina         | P     | 4 aprile 1988    | Russia               |
| 8  | Marija Brunceva        | C     | 12 giugno 1980   | Russia               |
| 9  | Ksenija Naumova        | S     | 1º febbraio 1990 | Russia               |
| 10 | Julija Sten'kina       | O     | 7 febbraio 1988  | Russia               |
| 12 | Margarita Čačina       | S     | 6 dicembre 1986  | Russia               |
| 13 | Tat'jana Alejnikova    | P     | 15 marzo 1983    | Russia               |
| 14 | Ol'ga Ėlgardt          | S     | 4 marzo 1987     | Russia               |
| 15 | Anna Klimakova         | O     | 22 luglio 1986   | Russia               |
| 16 | Elena Sennikova        | L     | 20 marzo 1979    | Russia               |
| 18 | Alena Bek              | L     | 26 gennaio 1994  | Russia               |
| 22 | Valerija Hončarova     | C     | 3 gennaio 1988   | Russia               |

## Statistiche

### Statistiche di squadra
| Competizione    | Punti | In casa | In casa | In casa | In trasferta | In trasferta | In trasferta | Totale | Totale | Totale |
| Competizione    | Punti | G       | V       | P       | G            | V            | P            | G      | V      | P      |
| --------------- | ----- | ------- | ------- | ------- | ------------ | ------------ | ------------ | ------ | ------ | ------ |
| Superliga       | 24/36 | 15      | 6       | 9       | 13           | 5            | 8            | 28     | 11     | 17     |
| Coppa di Russia | 13/5  | -       | -       | -       | -            | -            | -            | 8      | 6      | 2      |
| Totale          | -     | 15      | 6       | 9       | 13           | 5            | 8            | 36     | 17     | 19     |

G = partite giocate; V = partite vinte; P = partite perse

### Statistiche dei giocatori
| Giocatrice     | Superliga | Superliga | Superliga | Superliga | Superliga |
| Giocatrice     | P         | PT        | AV        | MV        | BV        |
| -------------- | --------- | --------- | --------- | --------- | --------- |
| T. Alejnikova  | 28        | 97        | 53        | 27        | 17        |
| A. Bek         | 0         | 0         | 0         | 0         | 0         |
| M. Brunceva    | 27        | 233       | 137       | 69        | 27        |
| E. Budylina    | 22        | 24        | 8         | 4         | 12        |
| K. Burdine     | 23        | 278       | 247       | 17        | 14        |
| M. Čačina      | 26        | 206       | 158       | 20        | 28        |
| D. Dobžanskaja | 2         | 3         | 3         | 0         | 0         |
| O. Ėlgardt     | 21        | 68        | 54        | 7         | 7         |
| M.I. Fernández | 14        | 61        | 37        | 18        | 6         |
| V. Hončarova   | 20        | 123       | 65        | 52        | 6         |
| M. Ivon'kina   | 7         | 35        | 13        | 17        | 5         |
| A. Jarygina    | 2         | 0         | 0         | 0         | 0         |
| A. Klimakova   | 7         | 33        | 25        | 4         | 4         |
| E. Litovčenko  | 25        | 168       | 140       | 18        | 10        |
| K. Naumova     | 26        | 360       | 304       | 37        | 19        |
| E. Sennikova   | 27        | 0         | 0         | 0         | 0         |
| J. Sten'kina   | 24        | 0         | 0         | 0         | 0         |

P = presenze; PT = punti totali; AV = attacchi vincenti; MV = muri vincenti; BV = battute vincenti

NB: Non sono disponibili i dati relativi alla Coppa di Russia e, di conseguenza, quelli totali